# Godów (gromada w powiecie opolsko-lubelskim)
Godów – dawna gromada, czyli najmniejsza jednostka podziału terytorialnego Polskiej Rzeczypospolitej Ludowej w latach 1954–1972.
Gromady, z gromadzkimi radami narodowymi (GRN) jako organami władzy najniższego stopnia na wsi, funkcjonowały od reformy reorganizującej administrację wiejską przeprowadzonej jesienią 1954 do momentu ich zniesienia z dniem 1 stycznia 1973, tym samym wypierając organizację gminną w latach 1954–1972.
Gromadę Godów z siedzibą GRN w Godowie utworzono – jako jedną z 8759 gromad na obszarze Polski – w powiecie puławskim w woj. lubelskim na mocy uchwały nr 14 WRN w Lublinie z dnia 5 października 1954. W skład jednostki weszły obszary dotychczasowych gromad Godów, Antonówka, Świdno, Dąbrowa Godowska i Granice ze zniesionej gminy Godów w tymże powiecie. 
13 listopada 1954 gromada weszła w skład nowo utworzonego powiatu opolsko-lubelskiego w tymże województwie, gdzie ustalono dla niej 18 członków gromadzkiej rady narodowej.
1 stycznia 1956 gromada weszła w skład nowo utworzonego powiatu bełżyckiego w tymże województwie.
1 stycznia 1957 gromadę włączono z powrotem do powiatu opolsko-lubelskiego w tymże województwie.
Gromada przetrwała do końca 1972 roku, czyli do kolejnej reformy gminnej, a po jej zniesieniu Godów, Antonówka, Świdno i Granice włączono ponownie do powiatu bełżyckiego w tymże województwie, gdzie weszły w skład reaktywowanej tam gminy Chodel. Od 1999 znajdują się ponownie w powiecie opolskim w woj. lubelskim. W sumie, od 1954 roku Godów i jego okolice zmieniły przynależność powiatową aż pięć razy.